# Buffalo Bills 1964
La stagione 1964 dei Buffalo Bills è stata la quinta della franchigia nell'American Football League. Sotto la direzione del capo-allenatore al terzo anno Lou Saban la squadra ebbe un record di 12-2, classificandosi prima nella AFL Eastern Division. I Bills si qualificarono così per la loro prima finale di campionato in cui batterono i San Diego Chargers per 20-7, vincendo il primo di due titoli consecutivi.
La difesa dei Bills del 1964 stabilì il record della AFL per il minor numero di yard concesse, 918, o 65,5 a partita. Guidarono anche la lega in punti concessi (242), yard totali concesse (3,878), primi down concessi (206) e touchdown su corsa concessi (four).
L'attacco di Buffalo guidò l'AFL in yard totali (5.206), yard passate (2.040) e punti (400).

## Roster
| Roster dei Buffalo Bills nel 1964 |
| --- |
| Quarterback - 15 Jack Kemp - 12 Daryle Lamonica Running Back - 43 Joe Auer RB - 30 Wray Carlton RB - 34 Cookie Gilchrist FB - 47 Willie Ross HB - 20 Bobby Smith HB Wide Receiver - 85 Glenn Bass - 44 Elbert Dubenion - 81 Bill Groman - 40 Ed Rutkowski QB/RB/WR/KR Tight End - 84 Ernie Warlick Offensive Linemen - 77 Stew Barber T - 50 Al Bemiller G - 53 Walt Cudzik C - 73 George Flint G - 79 Dick Hudson T - 67 Joe O'Donnell G - 66 Billy Shaw G Defensive Linemen - 88 Tom Day DE - 78 Jim Dunaway DT - 74 Tom Keating DT - 75 Dudley Meredith DT - 72 Ron McDole DE - 83 Hatch Rosdahl DE - 70 Tom Sestak DT Linebacker - 64 Harry Jacobs MLB - 58 Mike Stratton OLB - 51 John Tracey OLB Defensive Back - 46 Ray Abruzzese SS - 42 Butch Byrd CB - 45 Hagood Clarke SS - 25 Oliver Dobbins CB - 24 Booker Edgerson CB - 26 George Saimes FS - 23 Eugene Sykes FS - 22 Charley Warner CB Special Team - 3 Pete Gogolak K - 55 Paul Maguire LB/P                             |
| Legenda - I rookie sono in corsivo. - Il primo ruolo è il principale mentre gli eventuali successivi indicano i ruoli secondari. - (IR) sta per Injured Reserve ed indica la lista ristretta per un solo giocatore infortunato che può tornare ad allenarsi dopo la settimana 6 e a rientrare in prima squadra dopo che questa ha giocato 8 partite. - (NF-Inj.) / (NF-Ill.) stanno rispettivamente per Non-Football Injured e Non-Football Illness ed indicano le liste dove viene inserito un giocatore che ha un infortunio o una malattia non dipendente dal football americano. - (PUP) sta per Physically Unable to Perform ed indica la lista dove viene inserito un giocatore mentre è in attesa di recuperare la condizione fisica. Nella stagione regolare dopo la sesta partita giocata dalla propria squadra, il giocatore ha tempo tre settimane per riprendere ad allenarsi, più tre settimane aggiuntive dal suo rientro agli allenamenti per rientrare in prima squadra. |

## Calendario
| Stagione regolare |              |                       |                    |                    |
| Turno             | Data         | Avversario            | Risultato          | Pubblico           |
| 1                 | 13 settembre | Kansas City Chiefs    | V 34–17            | 30,157             |
| 2                 | 20 settembre | Denver Broncos        | V 30–13            | 28,501             |
| 3                 | 26 settembre | San Diego Chargers    | V 30–3             | 40,167             |
| 4                 | 3 ottobre    | Oakland Raiders       | V 23–20            | 36,461             |
| 5                 | 11 ottobre   | at Houston Oilers     | V 48–17            | 26,218             |
| 6                 | 18 ottobre   | at Kansas City Chiefs | V 35–22            | 20,904             |
| 7                 | 24 ottobre   | New York Jets         | V 34–24            | 39,621             |
| 8                 | 1º novembre  | Houston Oilers        | V 24–10            | 40,119             |
| 9                 | 8 novembre   | at New York Jets      | V 20–7             | 61,929             |
| 10                | 15 novembre  | Boston Patriots       | S 36–28            | 42,308             |
| 11                | November 22  | Settimana di pausa    | Settimana di pausa | Settimana di pausa |
| 12                | 26 novembre  | at San Diego Chargers | V 27–24            | 34,865             |
| 13                | 6 dicembre   | at Oakland Raiders    | S 16–13            | 18,134             |
| 14                | 13 dicembre  | at Denver Broncos     | V 30–19            | 14,431             |
| 15                | 20 dicembre  | at Boston Patriots    | V 24–14            | 38,021             |

### Playoff
| Playoff |                  |                    |           |                      |          |
| Turno   | Data             | Avversario         | Risultato | Stadio               | Pubblico |
| Finale  | 26 dicembre 1964 | San Diego Chargers | V 20–7    | War Memorial Stadium | 40.242   |

## Classifiche
| AFL Eastern Division |    |    |   |      |     |     |     |     |
|                      | V  | S  | P | %    | DIV | PF  | PS  | STR |
| Buffalo Bills        | 12 | 2  | 0 | .857 | 5–1 | 400 | 242 | V2  |
| Boston Patriots      | 10 | 3  | 1 | .769 | 4–2 | 365 | 297 | S1  |
| New York Jets        | 5  | 8  | 1 | .385 | 2–4 | 278 | 315 | S3  |
| Houston Oilers       | 4  | 10 | 0 | .286 | 1–5 | 310 | 355 | V2  |

Nota: I pareggi non venivano conteggiati ai fini della classifica fino al 1972.

## Statistiche

### Passaggi
| Giocatore       | Comp | Ten | Yard | %    | TD | INT |
| Jack Kemp       | 119  | 269 | 2285 | 44.2 | 13 | 26  |
| Daryle Lamonica | 55   | 128 | 1137 | 43.0 | 6  | 8   |

### Corse
| Giocatore        | Ten | Yard | Media | Max | TD |
| Cookie Gilchrist | 230 | 981  | 4.3   | 67  | 6  |
| B. Smith         | 62  | 306  | 4.9   | 37  | 4  |
| Daryle Lamonica  | 55  | 289  | 5.3   | 18  | 6  |
| Joe Auer         | 63  | 191  | 3.0   | 21  | 2  |
| Jack Kemp        | 37  | 124  | 3.4   | 14  | 5  |
| Wray Carlton     | 39  | 114  | 2.9   | 11  | 1  |

### Special team

#### Field goal ed extra point
| Giocatore    | FG | Ten | XP | Ten XP | Punti |
| Pete Gogolak | 19 | 29  | 45 | 46     | 102   |

#### Punt
| Giocatore    | N. | Yard | Media | Max |
| Paul Maguire | 65 | 2777 | 42.7  | 64  |